# Michalis Papakonstantinou
Michalis Papakonstantinou (griechisch Μιχάλης Παπακωνσταντίνου; * 1. November 1919 in Kozani; † 17. Januar 2010) war ein griechischer Politiker. Er bekleidete mehrfach Ministerämter unter Ministerpräsident Konstantinos Mitsotakis. 1992/93 war er griechischer Außenminister.
Papakonstantinou studierte Rechtswissenschaften an der Universität Thessaloniki und Völkerrecht an den Universitäten in Manchester, Cambridge und Heidelberg.
1961 wurde er erstmals für die Zentrumsunion in das Griechische Parlament gewählt. Im Jahr 1964 war in der Regierung in von Ministerpräsident Georgios Papandreou Staatssekretär im Verteidigungsministerium.
Während der Militärdiktatur wurde 1973 eine Art Hausarrest gegen ihn verhängt, als die Junta seine Frau warnte, er werde verhaftet, wenn er „herumläuft und palavert“. Nach dem Ende der Diktatur kandidierte er erfolglos für die Zentrumsunion – Neue Kräfte, deren Sekretär er war. 1978 trat er der Nea Dimokratia bei und wurde bei den Parlamentswahlen 1981 als Abgeordneter gewählt.
Er war Industrieminister der Regierung Tzannetakis (1989). Unter Ministerpräsident Konstantinos Mitsotakis war er Minister für Landwirtschaft (1990–1991), Justiz (1991–1992) und Außenminister (1992–1993).
Ende 1993 zerstritt er sich mit dem Vorsitzenden der Nea Dimokratia, Miltiadis Evert, als er dessen nationalistische Handhabung der „Mazedonien-Frage“ kritisierte. Er wurde vom Disziplinarausschuss der Nea Dimokratia aus der Partei ausgeschlossen und blieb unabhängiger Abgeordneter.
Im Oktober 1995 wurde er mit dem Abdi-İpekçi-Preis für griechisch-türkische Freundschaft ausgezeichnet.
Papakonstantinou war der Onkel des derzeitigen Umwelt- und früheren Finanzministers (2009–2011) Giorgos Papakonstantinou.
Papakonstantinou verfasste regelmäßig Beiträge für Zeitungen in Athen und Thessaloniki und ausländische Zeitschriften und war Autor juristischer, historischer und politischer Bücher in Griechisch und Englisch.

## Werke (Auswahl)
- „Η Μακεδονία μετά τον Μακεδονικό Αγώνα“, „Mazedonien nach dem Makedonischeno Kampf“
- „Η ταραγμένη εξαετία 1961–1967“, „Die turbulenten sechs Jahren 1961–1967“ (zwei Bände)
- „Το ημερολόγιο ενός πολιτικού. Η εμπλοκή των Σκοπίων“, „Tagebuch eines Politikers. Die Beteiligung von Skopje“
- „Βαλκάνια: η άγνωστη γειτονιά μας“, „Der Balkan: unsere unbekannte Nachbarschaft“
- „Η αγροτική πολιτική“, „Agrarpolitik“
- „Πολιτική συγκρότηση και προεδρικές εκλογές στις ΗΠΑ“, „Politische Bildung und Präsidentschaftswahlen in den USA“
- „Σύντομη Ιστορία της Κοζάνης“, „Kurze Geschichte von Kozani“
- „Μία βορειοελληνική πόλη στην Τουρκοκρατία. Ιστορία της Κοζάνης (1400-1912)“, „Eine nordgriechische Stadt. Geschichte von Kozani (1400-1912)“.